# Rębielice Królewskie
Rębielice Królewskie – wieś w Polsce, położona w województwie śląskim, w powiecie kłobuckim, w gminie Popów.
W latach 1975–1998 miejscowość administracyjnie należała do województwa częstochowskiego.

## Integralne części wsi
| SIMC    | Nazwa    | Rodzaj    |
| ------- | -------- | --------- |
| 0142912 | Górnik   | część wsi |
| 0142929 | Meksyk   | część wsi |
| 0142935 | Pod Górą | część wsi |
| 1002337 | Popowice | część wsi |
| 0142941 | Sabaty   | część wsi |
| 0142958 | Zawodzie | część wsi |

## Środowisko naturalne
Miejscowość Rębielice Królewskie znajduje się w północnej części województwa śląskiego w powiecie kłobuckim w gminie Popów. Rębielice Królewskie leżą nad rzeką Górnianką.

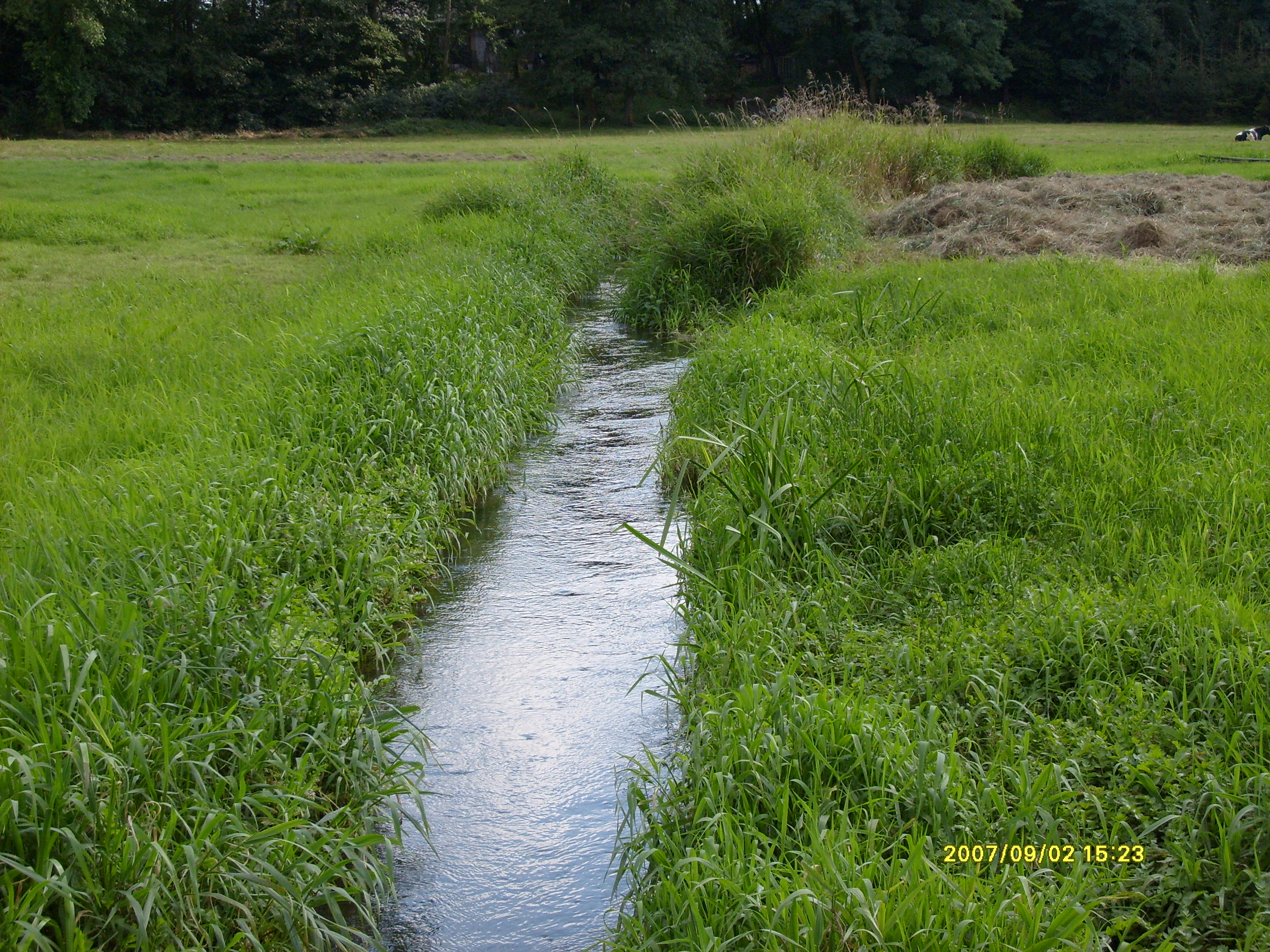
Rzeka Rębielanka w Rębielicach Królewskich

Pod względem geograficznym wieś znajduje się, według podziału prof. J. Kondrackiego, w pasie północnym Wyżyny Śląsko-Krakowskiej, zwanym Wyżyną Woźnicko-Wieluńską, a dokładniej w obrębie Wyżyny Wieluńskiej.
Terytorium miejscowości jest zróżnicowane geologicznie. Wierzchnia część to osady polodowcowe: żwiry, piaski, gliny, zaś głębsza to wapienie z okresu górnej jury. Skały podłoża tylko miejscami odsłaniają się spod osadów czwartorzędowych. Znaczący udział pozostałości jurajskich jest dowodem znajdującego się tu w mezozoiku ciepłego morza, którego dobitnym potwierdzeniem jest występowanie skamielin przewodnich, jakimi w przypadku Rębielic Królewskich są amonity. Największa koncentracja wspomnianych amonitów występuje na tzw. Górze Rębielskiej (251,5 m n.p.m.), która to zbudowana jest przede wszystkim z wapieni jak większość wzniesień na Wyżynie Krakowsko-Częstochowskiej. 
W 1958 r. w ramach opracowywania mapy geologicznej okolic Kłobucka, Zbigniew Mossoczy znalazł w Rębielicach Królewskich w czynnym wówczas kamieniołomie gliny zwietrzelinowe wypełniające szczeliny, zawierające liczne kości fauny. Na podstawie materiałów z tego odkrycia opracowano artykuły dotyczące tutejszych płazów i gadów oraz ssaków. W artykule z 1960 r. o ssakach w pliocenie, Kazimierz Kowalski stwierdził, że „fauna z Rębielic Królewskich zawiera dość dużo elementów związanych z wodą liczne Amphibia, Desmana kormosi Schreuder). Charakter osadu i obecność żółwia Geoemyda eureia (Wegner) świadczą o dość ciepłym klimacie”.
Warto nadmienić, iż odkrycia z lat 50. i 60. XX wieku są często cytowane w opracowaniach krajowych i zagranicznych, szczególnie w kontekście wymarłego gatunku gryzoni z rodziny chomikowatych Mimomys polonicus.
W latach 1979-1980 na wniosek Dyrekcji Okręgowej Dróg Publicznych w Katowicach przeprowadzano procedury wywłaszczeniowe wobec właścicieli działek, które miały zostać zagospodarowane pod kamieniołom Rejonu Eksploatacji Kamienia. Złoże wapieni „Rębielice Królewskie” było przedmiotem intensywnego wydobycia w latach 1980-1993. Wyeksploatowano 196 tys. ton wapienia do produkcji kamienia łamanego dla drogownictwa i kolejnictwa oraz wypełniacza do mas bitumicznych. W 1993 r. eksploatacja została zaniechana. Według stanu na rok 2004 pozostawało do wydobycia 13,813 mln ton. W 2019 r. wznowiono eksploatację złóż.
Gleby w Rębielicach Królewskich należą do najsłabszych. Najlepsze jakościowo zaliczane są do V klasy bonitacyjnej w większości znajdując się na pograniczu możliwości zagospodarowania. Fakt ten świadczy jak najlepiej o mieszkańcach, którzy uprawiają ziemię przy znacznie większym nakładzie pracy, aniżeli na terenach o lepszych możliwościach glebowych. Stan taki ponadto w znacznym stopniu uniemożliwia uprawę bardziej wymagających roślin, ograniczając tutejszych rolników. 

## Historia

### Przynależność administracyjna miejscowości
Historycznie przynależność administracyjna Rębielic Królewskich ulegała wielokrotnym zmianom. Do 1793 r. leżały one w województwie krakowskim, jako jedna z najbardziej wysuniętych na północ części powiatu lelowskiego. Po II rozbiorze Polski Rębielice Królewskie na 14 lat (1793-1807) znalazły się w Królestwie Prus jako część powiatu częstochowskiego.
W latach 1807-1815 powiat częstochowski (w tym Rębielice Królewskie) był częścią Księstwa Warszawskiego jako fragment departamentu kaliskiego. Koniec wojen napoleońskich, a tym samym upadek Księstwa Warszawskiego sprawił, że na blisko 100 lat Rębielice Królewskie znalazły się w Imperium Rosyjskim. W latach 1815-1816 jako część powiatu częstochowskiego w departamencie kaliskim, następnie do 1826 r. jako część województwa kaliskiego (obwód wieluński). W latach 1837-1844 w guberni kaliskiej (w okresie od 1842 r. do 1844 r. jako część powiatu wieluńskiego, w związku z likwidacją powiatu częstochowskiego.
Reforma z 21 sierpnia 1844 r. zniosła część guberni, łącząc je z innymi, przez co ich liczba spadła. Od 1 stycznia 1845 r. ziemie dotychczasowej guberni kaliskiej znalazły się w nowoutworzonej guberni warszawskiej. Ten stan rzeczy formalnie funkcjonował do 1867 r., kiedy to wprowadzono kolejną reformę administracyjną, w wyniku której przywrócono powiat częstochowski (na jego obszarze znalazły się Rębielice Królewskie), przynależny do guberni piotrkowskiej. Wprowadzono wówczas także podział na gminy. Powstały w 1867 r. powiat częstochowski funkcjonował bez istotnych zmian do 1952 r.
W związku z wybuchem I wojny światowej i sukcesami armii niemieckiej na froncie wschodnim od sierpnia 1914 r. utworzono Zarząd Cywilny dla Polski zaboru rosyjskiego, przemianowany 16 czerwca 1915 r. na Cesarsko-Niemiecką Administrację Cywilną Polski po lewej stronie Wisły (Der Kaiserlich Deutsche Zivilverwaltung für Polen links der Weichsel), a ostatecznie od 24 sierpnia 1915 r. – Cesarsko-Niemieckie Generalne Gubernatorstwo Warszawskie (Das kaiserlich deutsche Generalgouvernement Warschau). Ten stan rzeczy funkcjonował do odzyskania przez Polskę niepodległości 11 listopada 1918 r.
W 1918 r. Rębielice Królewskie jako część powiatu częstochowskiego znalazły się w województwie kieleckim. Sytuacja taka miała miejsce do 1939 r. oraz w latach 1945-1950. W okresie II wojny światowej Rębielice Królewskie, podobnie jak ponad 60% zachodnich ziem dotychczasowego powiatu częstochowskiego (w przeciwieństwie do samej Częstochowy), znalazły się w powiecie Blachownia (Landkreis Blachstädt), który został formalnie utworzony 29 grudnia 1939 r. Ziemie te były wcielone do III Rzeszy i stanowiły część rejencji opolskiej. Na przełomie lat 1940/1941 przeprowadzono zmiany administracyjne, w wyniku których dotychczasowe polskie gminy zostały wcielone w struktury gmin zbiorowych (niem. Amtsbezirk). Rębielice Królewskie, podobnie jak cała gmina Popów, znalazły się wówczas w strukturach gminy Miedźno. Powiat Blachownia istniał do stycznia 1945 r., tj. do wkroczenia Armii Czerwonej. Tereny Landkreis Blachstädt powróciły w skład powiatu częstochowskiego w województwie kieleckim. W 1950 r. powiat częstochowski stał się częścią województwa katowickiego. W 1952 r. powołano do życia powiat kłobucki, na terenie którego znalazły się Rębielice Królewskie. Powiat kłobucki, podobnie jak pozostała część powiatu częstochowskiego, z którego został wydzielony, był fragmentem województwa katowickiego (w latach 1953-1956 woj. stalinogrodzkiego).
W 1975 r. przeprowadzono reformę administracyjną, w wyniku której zlikwidowano podział na powiaty oraz zwiększono liczbę województw. Rębielice Królewskie znalazły się w województwie częstochowskim. W 1999 r., po kolejnej reformie administracyjnej, miejscowość jako część gminy Popów stała się fragmentem odtworzonego powiatu kłobuckiego wchodzącego w skład województwa śląskiego.

### Badania archeologiczne
Na terenie Rębielic Królewskich oraz sąsiednich miejscowości miały miejsce liczne wykopaliska archeologiczne. Szereg badań został przeprowadzony m.in. w: 1956, 1962, a także 1980 roku. Pierwsze badania w Rębielicach Królewskich przeprowadzała Barbara Nowogrodzka. Przebadane tereny nie stanowiły pustki archeologicznej i posiadały długą historię osadnictwa na tym obszarze. Podczas pierwszych wykopalisk udało się znaleźć takie zabytki archeologiczne, jak: drapacze mikrolityczne, ceramikę z różnych okresów, grzebień kościany, popielnice, a także z późniejszego okresu fragment imacza żelaznego.
W sprawozdaniu z badań archeologicznych przeprowadzonych w 1962 r. w Opatowie ujęto również informacje dot. stanowiska nr 2 (osady na terenie Rębielic Królewskich): „Stanowisko to położone jest w odległości niespełna 1 km na północny zachód od stanowiska 1 w Opatowie na tzw. polach pod Opatowem. W 1962 r. podjęto tu na polu Józefa Szymochy badania sondażowe, przekopując ogółem obszar ok. 1 ara. Natrafiono na 4 niewielkie jamy, o trudnej do uchwycenia funkcji, zawierające materiał ceramiczny kultury łużyckiej. Ceramika kultury łużyckiej występuje też w próchnicy ornej i w mało intensywnej warstwie kulturowej. Znaleziono tu również nieco materiałów krzemiennych”.
Generalnie znaleziska z Rębielic Królewskich i sąsiednich miejscowości można zaklasyfikować do tych, które poświadczają obecność kultur: dołkowo-grzebykowej, łużyckiej, ceramiki sznurowej. W przekroju dziejów wykopaliska te umiejscawiają się od neolitu, przez epokę brązu, epokę żelaza (z silnie zaakcentowanym okresem wpływów rzymskich) po okres wczesnego średniowiecza. Osadnictwo w Rębielicach Królewskich ma więc długą historię, jednak przez wieki było ono znacznie mniej rozwinięte, aniżeli na terenie sąsiednich miejscowości leżących nad Liswartą i Wartą. W sprawozdaniu z badań AZP przeprowadzonych na obszarze 82-46 w województwie częstochowskim Barbara i Marek Gedl zwrócili uwagę, że osadnictwo na wskazanym terenie zaczęło się rozwijać w późnym średniowieczu, a na większą skalę dopiero w XIX wieku. Warto nadmienić, że znacznie bogatsze znaleziska archeologiczne odnajdywane były wzdłuż Liswarty (Rębielice Szlacheckie, Szyszków), aniżeli na terenie Rębielic Królewskich czy Kamieńszczyzny.
Na obszarze Rębielic Królewskich znajduje się osada z epoki brązu, która w 1969 r. została wpisana do rejestru zabytków. W Rębielicach Królewskich w rejonie Góry Rębielskiej i rzeki Opatówki znajdują się dwa stanowiska archeologiczne, które należą do pozostałości kultury łużyckiej. W średniowieczu silnie była zasiedlona wspomniana dolina rzeki, wokół której koncentrowały się zabudowania, stąd do dziś można odnaleźć ich fragmenty. Warto nadmienić, że w porównaniu z sąsiednim Opatowem, Dankowem czy Rębielicami Szlacheckimi, na omawianym terenie archeolodzy dokonali znacznie mniej znalezisk.

### Pierwsze wzmianki (XIII wieku)
W pierwszych dokumentach dotyczących miejscowości występuje ona pod nazwami Rambielice, Rambelicze, Rambyelycze, Rebielicze. Nazwa obecna, tj. Rębielice Królewskie, po raz pierwszy na opracowaniach kartograficznych pojawiła się w 1787 roku, jednakże później często wracano do pisowni Rembielice, która funkcjonowała jeszcze w drugiej połowie XX wieku. Wcześniej zapis „Rębielice Królewskie” pojawił się w aktach parafialnych (1670). Interesujące, że przez niemal cały XIX wiek i znaczną część XX wieku stosowano zamiennie format Rembielice – Rębielice, częściej stosowana była jednak pierwsza z form zapisu. Z kolei jeśli chodzi o nazwę w dawnej miejscowej gwarze, to brzmi ona: "Rymbelice Kruleskie".
Na kartach historii Rębielice po raz pierwszy pojawiają się w 1266 roku, kiedy to książę Bolesław Pobożny nadał Ubysławowi s. Langnica (Wawrzyńca): Parzymiechy, Kochlew i Rębielice. Wzmiankę tę odnajdujemy w siódmej Księdze podkomorskiej wieluńskiej. Dokument ten informuje również, że miejscowości zostały przeniesione na prawo niemieckie. Mając na uwadze przedmiot niniejszego opracowania warto zaznaczyć, że powyższa wzmianka z XIII wieku dotyczy obecnych Rębielic Szlacheckich.
Kolejnym dokumentem (również dotyczącym sąsiednich Rębielic Szlacheckich) jest akt zamiany z 1268 roku, w którym to książę Bolesław dał Piotrowi s. Cieszęty (lub też inaczej Cesanty), za Chotynin wsie na prawie niemieckim: Kokanin i Rębielice.

### Historia miejscowości od XIV i XVIII wieku
W 1369 r. król Kazimierz Wielki wydał dyplom dla sołtysa Rębielic (w dokumencie podano Dąbna – miejsca niezidentyfikowanego k. Rębielic Królewskich), który po dwustu laty został potwierdzony przez Zygmunta Augusta. Wspomniany dokument z 1369 r. jest prawdopodobnie najstarszym odnoszącym się bezpośrednio do terenu Rębielic Królewskich.
W latach dwudziestych i trzydziestych XV wieku właścicielem Rębielic był Jan Mężyk z Dąbrowy, herbu Wadwicz lub Wieniawa, uczestnik bitwy pod Grunwaldem. Był on tłumaczem króla Władysława Jagiełły podczas rozmowy z posłami wielkiego mistrza krzyżackiego Ulryka von Jungingena. To on odebrał z ich rąk dwa miecze. W 1424 r. został starostą krzepickim, który to urząd pełnił do swojej śmierci w 1437 r. Jan Mężyk pełnił również funkcję starosty ostrzeszowskiego i lwowskiego. Ponadto był wojewodą lwowskim.
Około 1450 r. Rębielice Królewskie wymieniane były wśród 21 wiosek należących do parafii w Kłobucku. Miejscowość posiadała wówczas 2 łany sołtysie i 21 łanów kmiecych. Informacje te zostały zapisane przez Jana Długosza – proboszcza tej parafii w latach 1434-1449 i słynnego dziejopisarza. Rębielice Królewskie były jedną z odleglejszych miejscowości w całej parafii, które płaciły snopowe biskupowi krakowskiemu i pieniężną dziesięcinę klasztorowi kłobuckiemu.
Z kolejnych dekad pozostał znacznie mniej informacji źródłowych na temat Rębielic Królewskich. W 1489 r. miejscowość wymieniano jako znajdującą się w starostwie krzepickim. W 1524 r. Jakub z Kobylan odstąpił królowi Popów i Rębielice Królewskie, które dzierżawił po Hinczy z Rogowa. W 1546 r. „Zygmunt I daje klasztorowi krzepickiemu wieś Popów z wyjątkiem m.in. mostowego w tej wsi na rzece Liswarcie i daje młyn Smargów, czyli Jaromek ze stawem [w Rębielicach Król.] za rzeką”. Wedle zapisków z 1564 r., na Liswarcie w Rębielicach Królewskich ulokowane były 3 młyny: Dria, Kochmarek i Kierat.
Jak podaje Gerard Ciołek, w Rębielicach Królewskich w końcu XVI wieku założony został przez wspomnianego marszałka wielkiego koronnego Mikołaja Wolskiego ogromny zwierzyniec. Znajdowały się w nim osobliwe zwierzęta, rozmaite jelenie, bobry, których liczba była imponująca, a także różnego rodzaju drzewa pochodzące m.in. z Niemiec i Włoch. Sam marszałek Mikołaj Wolski lubował się w sprowadzaniu wszystkich i wszystkiego z zagranicy, zasłynął w okolicy także sprowadzeniem do okolicznych miast: Kłobucka i Krzepic, zagranicznych rzemieślników. Zwierzyniec w Rębielicach Królewskich wymieniany bywa wśród najbardziej znanych obok tych koło Zamościa, Niepołomic, Zatoru, Rudnik, a także w Kórniku, w posiadłości rodziny Górków. W lokalizacjach tych powstawały tzw. parki polowań.
Omawiając przełom wieku XVI i XVII, należy wspomnieć, że w aktach parafii kłobuckiej 2 lutego 1600 r. znajduje się najstarszy wpis dotyczący mieszkańców Rębielic Królewskich, a właściwie Rębielycze. We wspomnianym dniu miał miejsce chrzest Agnieszki Wytek, córki Szymona i Anny, których chrzestnymi byli Anna Czudnikowka (z Kłobucka) oraz Tomasz Slapa. Pod datą 21 stycznia 1606 r. pojawia się najstarszy wpis z adnotacją miejscowości „Rębielice”. W tym dniu ochrzczono Agnieszkę Wolniankę, córkę Adama i Agnieszki, chrzestnymi byli Agnieszka Bikówka i Bartłomiej Zdobyczka. Ciekawostką jest, że najstarszy wpis z obecną nazwą miejscowości „Rębielice Królewskie” odnotowano w aktach parafialnych 7 maja 1670 r. przy okazji chrztu Stanisława Grelińskiego (syna Piotra i Agnieszki).
W drugiej połowie XVII wieku w bezpośrednim sąsiedztwie Rębielic znajdowały się co najmniej cztery młyny. Wszystkie one były jednokołowe. Dwa pierwsze Dryja (Dria) i Leżny – znajdowały się na rzece Liswarcie. Kolejny Górny na rzece Witocinie. Natomiast o ostatnim Kuliku brak informacji dotyczącej lokalizacji. Z wszystkich tych młynów młynarze zobowiązani byli opłacać czynsz i dawać na karmienie wieprza. Uprzednio w osadzie znajdował się jeszcze jeden młyn, jednakże młynarz, pracujący na nim, przeniósł się na zagrodę, z której płacił doroczny czynsz.
Oprócz młynów w Rębielicach znajdowały się także dwa stawy: Górny i Rembielski. Pod względem gospodarczym gleby nie były dobre jakościowo, ponieważ lustratorzy zauważyli, że owies i jęczmień się nie rodzi. Uprawiano natomiast żyto, tatarkę i groch. Ponadto nie było siana, ponieważ łąki znajdowały się w posiadaniu kasztelana krakowskiego.
Wójtostwo posiadała wówczas Anna Rembielska, która opierała się w swym prawie do niego na wspomnianym przywileju króla Kazimierza Wielkiego z 1369 r., ponownie potwierdzonego przez króla Zygmunta Augusta 10 grudnia 1558 r. w Piotrkowie, a ponadto wójtostwo to otrzymała jako żona Jana Rembielskiego, po jego ojcu Macieju na co zezwolił 8 marca 1633 r. król Władysław IV.
Wedle informacji zawartych w kronice szkoły podstawowej w Rębielicach Królewskich, na teren miejscowości sprowadzeni zostali osadnicy węgierscy, którzy zaangażowani byli przede wszystkim jako rębacze leśni i smolarze. Pozostałością pochodzenia węgierskiego mieszkańców miały być nazwiska: Sabat, Makles, Matyja, Wojtyra, Hadaś. Powyższa lista nazwisk po weryfikacji w zestawieniach genealogicznych, jest nieco wątpliwa, ponieważ nazwisko Matyja pojawia się dopiero w początku XIX wieku, Wojtera/Wojtyra na przełomie XVIII i XIX wieku, Makles w połowie XIX wieku (znacznie wcześniej na terenie Mokrej, gdzie było niezwykle popularne), nazwiska Hadaś brak w odniesieniu do Rębielic do poł. XIX wieku. Jedynie nazwisko Sabat jest nierozerwalnie związane z miejscowością co najmniej od początku XVIII wieku.
W 1771 r. starostwo krzepickie (w tym Rębielice Królewskie) były w posiadaniu Adama Miączyńskiego. Na sejmie lat 1773-1775 wspomniany Miączyński otrzymał starostwo krzepickie w emfiteuzę. W latach 1774-1778 w starostwie krzepickim toczył się spór o grunty oraz nadmierne obciążenia powinnościami. 
W końcu XVIII w. do Rębielic Królewskich należały tzw. pustkowia: Górniki, Kamieńszczyzna (Kamionka), Kuligi, Leszczyńskie, Łężniaki, Soboty, Truminy i Zawady. Lustracja z 1789 r. wykazała tu 99 domów (dwór, browar, karczmę 3 młyny, 92 chałupy o jednym gospodarstwie) i 406 mieszkańców (w tym 291 mężczyzn). Spisy parafialne z 1781 r. wyszczególniły 84 domy i 307 mieszkańców, w tym 2 szlachty i 2 Żydów. Dane z powyższych dwóch spisów z lat 80. XVIII w. znacznie się od siebie różnią.
Z kolei w spisie diecezji krakowskiej z 1787 r. podano, że w Rębielicach mieszkały 452 osoby, w tym 4 Żydów, pozostali zaś to ludność katolicka. W ówczesnej parafii kłobuckiej nie licząc samego Kłobucka, Rębielice były najludniejszą miejscowością. Dla porównania można podać liczbę mieszkańców kilku innych miejscowości: Iwanowice – 342, Mokra – 273, Opatów – 377, Wręczyca – 258, Złochowice – 305.
Do końca lat sześćdziesiątych XX wieku w Rębielicach Królewskich znajdowała się drewniana chałupa z 1786 r. Obiekt miał „konstrukcję zrębową na rzucie wydłużonego prostokąta. Jednotraktowa z sienią z boku. Wewnątrz strop o fazowanych belkach z sosrębem. Dach czterospadowy, kryty słomą”. Powyższy opis obrazuje jak wyglądały budynki mieszkalne w miejscowości w końcu XVIII w.

### Historia społeczno-gospodarczo-oświatowa w XIX-XX wieku
Wiek XIX to okres intensywnych zmian demograficznych, a tym samym również rozwój sieci osadniczej. W zespole archiwalnym Zbiór Kartograficzny przechowywanym w Archiwum Głównym Akt Dawnych znajduje się kilka map i planów z XIX wieku, które dotyczą samych Rębielic Królewskich, a także na których miejscowość ta jest precyzyjnie zobrazowana. Zachowane opracowania szczegółowe pochodzą z początku XIX wieku, tuż po utworzeniu ekonomii rządowej w Iwanowicach, której częścią były Rębielice Królewskie. Na polecenie władz pruskich przygotowano szereg planów poszczególnych miejscowości, w tym Rębielic Królewskich.
W latach 1804-1805 sporządzono szczegółową mapę Rębielic oraz terenów folwarku. Mapa ta pozwala na przeanalizowanie rozmieszczenia ówczesnej zabudowy, zagospodarowania terenu, istniejącej infrastruktury (młyny, dukty), a także zmian własności poszczególnych działek. Ponadto dla porównania z podobnego okresu pochodzi plan wsi Rębielice i okolicznych folwarków, który według katalogu AGAD, datowany jest na pierwsze ćwierćwiecze XIX wieku (1800-1825), jednak w związku z tym, że opracowanie to sporządzono w języku niemieckim, należy przypuszczać, że są to pierwsze lata XIX wieku (1800-1807). Z uwagi na bardzo duży format obu map, na potrzeby niniejszej pracy poza rzutami ogólnymi, zamieszczono fragmenty tych map z podziałem na poszczególne części miejscowości (pustkowia, folwarki).
Analizując wspomniane mapy, można zauważyć, że wieś Rębielice (Rębielicer Dorff) zlokalizowana była na północny-wschód od Góry Rębielskiej (Grosse Berg). Niemal wszystkie ówczesne zabudowania mieszkalne i gospodarcze ulokowane były przy dzisiejszych ul. św. Rocha i Głównej na prawym brzegu rzeki Opatówki. Wieś Rębielice rozciągała się na długości około 800-900 metrów.
Północno-zachodnią część miejscowości stanowiły pustkowia Łyżniaki i Troniny, na terenie których główne zabudowania ulokowane były w bliskim sąsiedztwie Liswarty. Nazwy obu pustkowi pochodzą prawdopodobnie od nazwisk zamieszkujących tu osób. W przypadku nazwiska Lazniak (Łyżniak), w księgach parafii Kłobuck pojawiają się, w przypisaniu do Rębielic, co najmniej od 1721 r., natomiast nazwisko Tronina (Trunina) od 1725 r.
Interesującym elementem, który pojawił się na mapie z 1848 r. jest tzw. przekop Warszyckiego, który przebiegał w stosunkowo niedużej odległości od Łyżniaków i Tronin. Wedle przekazów ustnych wspomniany przekop był pozostałością prac zapoczątkowanych około 1650 roku, kiedy to Stanisław Warszycki nakazał rozpoczęcie przygotowań do budowy najwspanialszego zamku jaki kiedykolwiek widziano. Budowla miała powstać na obszarze Rębielic Królewskich. Do prac wstępnych zaangażowano setki chłopów z licznych włości Warszyckiego. 
Najbardziej niezwykłym planem było przeniesienie koryta rzeki Liswarty o kilka kilometrów. Prace przy realizacji tego pomysłu uchodziły za najokrutniejsze, gdyż właściciel osobiście doglądał prac, jak również karał pracujących chłopów. Mimo postępów działania zostały przerwane z powodu wybuchu wojny ze Szwedami i ostatecznie porzucone na dobre . Do dziś można zobaczyć znaczne zagłębienia w ziemi w lesie między Rębielicami Królewskimi a Troninami, będące prawdopodobnie fragmentami wykopów.
Przechodząc do omówienia kolejnej części składowej miejscowości, nazwa pustkowie Sabatta, podobnie jak w przypadku innych pustkowi, pochodzi od nazwiska tutejszych mieszkańców. W księgach parafii Kłobuck nazwisko Sabat pojawia się w odniesieniu do Rębielic na pewno co najmniej od 1720 r., a prawdopodobnie co najmniej od 1701 r. Lokalizacja pustkowia Sabatta pokrywa się z dzisiejszą ul. Sabaty, natomiast większość zabudowań ulokowana jest bliżej współczesnego pogranicza Rębielic Królewskich i Kamieńszczyzny, w części na lewym brzegu rzeki Opatówki.
Plan z lat 1846-48 ukazuje lokalizację zabudowań pustkowia Sabaty w bezpośrednim sąsiedztwie biegu rzeki Opatówki, są one przesunięte w kierunku północno-zachodnim w stosunku do stanu obecnego (uwzględniając nieco inny bieg rzeki przed jej uregulowaniem). Plan ten wyraźnie zaznacza również Kamieńszczyznę, która zlokalizowana była w miejscu folwarku Rębielice, a dziś znajduje się na pograniczu ul. Krótkiej i Polnej. Aktualnie sprawa przedstawia się odmiennie, ponieważ większość zabudowań Kamieńszczyzny ulokowana jest wzdłuż ul. Lipowej.
Kolejne pustkowia: Kuligi, Leszczyńskie i Zawadów stanowią aktualnie części składowe sąsiedniej miejscowości – Zawady. W XIX wieku na ich terenie znajdowało się kilka skupisk zabudowań, ponadto ulokowane były tam młyny pełniące ważną funkcję gospodarczą.
Zasadnicza część Rębielic Królewskich w I połowie XIX wieku znajdowała się na prawym brzegu rzeki Opatówki. Zabudowa była stosunkowo zwarta i jak już wspomniano – skoncentrowana wzdłuż obecnych ul. św. Rocha i Głównej.
Plany dotyczące pustkowia Górnego (Górnik) wskazują, że główna koncentracja zabudowań na tym obszarze występowała na pograniczu obecnych ul. św. Wojciecha i Górnik. W lokalizacji tej odnotowywano funkcjonowanie folwarku (Vorwerk), a także stawu. Warto dodać, że nazwa pustkowie Górnego (Górnik), podobnie jak w przypadku pozostałych pustkowi, pochodziła od nazwiska. W księgach parafii Kłobuck nazwisko Górny pojawia się w odniesieniu do Rębielic już co najmniej od 1606 r.
Południową część miejscowości stanowiło pustkowie pod Górom lub Ołapińskie. Pierwsza wersja nazwy ma związek z bezpośrednim sąsiedztwem Góry Rębielskiej, natomiast druga prawdopodobnie pochodzi od nazwiska Ołapa, które w księgach parafii Kłobuck i Danków w przypisaniu do Rębielic Królewskich pojawiało się w latach 1763-1803. Pustkowie to miało charakter osady młyńskiej w okolicy dzisiejszych ul. Częstochowskiej i Opatowskiej.
Oprócz planów szczegółowych miejscowości, nieco bardziej zgeneralizowane materiały kartograficzne z lat 1831, 1848 i 1864, obrazują lokalizację oraz nazewnictwo części składowych Rębielic, jak również lokalną topografię. Interesujący jest brak konsekwencji w nazewnictwie Góry Rębielskiej, która na wspomnianych planach i mapach figuruje jako: Grose Berg, Kamienna Góra, Góra Skalista.
W 1877 r. w skorowidzu Królestwa Polskiego, podobnie jak na powyższej mapie z 1864 r., Rębielice Królewskie figurowały jako Rembielice Rządowe, które podlegały pod okręg sądowy i pocztę w Kłobucku. Wspomniany rok 1864 był dla mieszkańców Rębielic, podobnie jak innych wsi Królestwa Polskiego, ważny z uwagi na przeprowadzone uwłaszczenie, które ostatecznie zmieniło sytuację materialną i pozycję chłopów.
Kończąc powyższy przegląd materiałów kartograficznych poświęconych Rębielicom Królewskim, należy zwrócić uwagę, że omawiana wieś przez pierwszą połowę XIX wieku była silnie związana z sąsiednimi miejscowościami wchodzącymi w skład ekonomii Iwanowice. 
Interesującym faktem jest wsparcie, jakie udzielano pogorzelcom w XIX wieku. Systematyczne dane publikowane na łamach periodyków urzędowych pozwalają ocenić częstotliwość większych pożarów, a także ich skalę z uwagi na kwotę wypłacanych środków. 10 marca 1822 r. miał miejsce pożar w Rębielicach Królewskich. Dwa lata później informowano na łamach Dziennika Urzędowego Woiewództwa Kaliskiego, że poszkodowani otrzymali wsparcie finansowe wypłacone przez komisarza obwodu z Kasy Towarzystwa Ogniowego. Poszkodowani w kolejnych pożarach z 19 października 1823 i 15 czerwca 1827 r. również otrzymali wsparcie. Podobne informacje pojawiały się również w latach późniejszych, m.in. 4 marca 1856 r. wybuchł pożar w gospodarstwie Piotra Kowalika, poszkodowany otrzymał 69 rubli i 77 i ½ kopiejki rekompensaty z Dyrekcji Ubezpieczeń.
Na terenie Rębielic Królewskich funkcjonowało leśnictwo, które w połowie XIX wieku wraz z leśnictwami w Popowie, Rybnej i Mokrej stanowiło całość organizacyjną. W wykazie lasów rządowych guberni warszawskiej z 1852 r. leśnictwo Rębielice obejmowało 1659 morg lasów i 41 prętów kwadratowych. Wraz z wymienionymi leśnictwami w Popowie, Rybnej i Mokrej przynosiły ponad 10336 rubli przychodu brutto i ponad 5899 rubli czystego przychodu. Na terenie leśnictwa Rębielice podobnie jak obecnie, dominował las wysokopienny sosnowy.
Warto podkreślić, że w XIX wieku Rębielice Królewskie były terytorialnie większą miejscowością niż obecnie. W 1875 r. zajmowały około 3,3 tys. ha (obecnie jest to około 2 tys. ha). Z czego 83 % ziem było wówczas w posiadaniu włościan, 11 % stanowiło własność folwarku rządowego, a pozostałe 16 % znajdowało się w osiedlu leśnym. Na terenie Rębielic Królewskich istniał okazały zwierzyniec, na ogrodzenie którego zużyto 5017 przęseł. Utrzymaniem tegoż zwierzyńca jak i ogrodzenia mieli zajmować się osadnicy.
Wedle spisu z 1827 r., na terenie Rębielic Królewskich znajdowały się 62 domy, w których mieszkało 407 osób. Kolonia włościańska miała 4800 morgów (w tym 2125 morgów ornych). Osada karczemna i folwark rządowy miały 640 morgów, a osada leśna 314 morgów (w tym 14 morgów roli uprawnej). 
Omawiając liczbę mieszkańców Rębielic, warto wspomnieć o innych okolicznych miejscowościach, w których liczba mieszkańców wynosiła: Kłobuck – 1638 (1823), Krzepice – 1315 (1827), Wąsosz – 483 (1827), Popów – 337 (1827).
W XIX wieku zdecydowanie zwiększyła się liczba mieszkańców Rębielic Królewskich, gdyż w 1875 r. zamieszkiwało je ogółem 1061 osób w 138 domach . Dla porównania w tym samym okresie Kłobuck liczył 2647 mieszkańców (1881) , Krzepice – 2207 (1883) , Wąsosz – 475, Popów – 815 . W stosunku do lat 20. XIX wieku przyrost liczby mieszkańców Rębielic Królewskich był znacznie większy niż w kilku sąsiednich przykładowych miejscowościach.
Dane podawane dla roku 1875 mogą dotyczyć lat wcześniejszych, ponieważ mniej więcej w tym okresie, przez wioskę przetoczyła się kolejna fala epidemii cholery. Wedle niektórych przekazów epidemia w Rębielicach miała miejsce około 1875 r., natomiast na podstawie przeprowadzonej analizy zestawień aktów zgonów pochodzących z ksiąg parafialnych z Kłobucka, szczyt epidemii przypadł najprawdopodobniej na rok 1873. W tym czasie odnotowano 49 zmarłych pochodzących z Rębielic spośród 471 osób w całej ówczesnej kłobuckiej parafii. Dla porównania w 1867 r. w Rębielicach Królewskich zmarło 29 osób z 370 w całej parafii . Z kolei we wspomnianym 1875 r. w kłobuckiej parafii odnotowano zgony „tylko” 25 mieszkańców Rębielic spośród 303 wszystkich odnotowanych w księgach parafialnych.
Rok 1875 r. był jednak dla mieszkańców Rębielic niekorzystny – jak relacjonowała prasa – rolnicy borykali się z plagą szarańczy lub koników polnych, które dokonały znacznego spustoszenia upraw. Podobna sytuacja miała miejsce w kilku sąsiednich miejscowościach, m.in. w Iwanowicach. O skali zniszczeń wywołanych tą plagą świadczy m.in. fakt, że informacja na jej temat pojawiała się także w wielu niemieckojęzycznych czasopismach. 
W ówczesnej guberni piotrkowskiej epidemia cholery zaczęła się w listopadzie 1872 r., największe nasilenie zachorowań i zgonów występowało w połowie 1873 r. Po zakończeniu tej fali epidemii kolejne lata były pod tym względem znacznie spokojniejsze. Wedle opracowania z 1892 r. poświęconego cholerze nie stanowiła ona od 1873 r. problemu dla mieszkańców Królestwa Polskiego . Inne informacje zamieszczone są w kronice szkoły podstawowej w Rębielicach Królewskich, gdzie podano, że największa fala zgonów spowodowana epidemią cholery miała miejsce w 1886 r. Jest to data zupełnie realna, ponieważ w latach 1881-1896 miała miejsce 5 pandemia cholery. Wedle jednej z wersji, jako wotum w podzięce za oddalenie epidemii zbudowano w Rębielicach Królewskich kaplicę drewnianą, która spłonęła, a w jej miejsce w 1890 r. postawiono murowaną kaplicę pw. św. Roch Wyznawcy, która została poświęcona 6 października 1890 r. 
Z kolei autorzy opracowania ODK  z sierpnia 1964 r. – Andrzej Olszewski, Adam Matkiewicz, Jerzy Gadomski – podają, że kaplica powstała w II połowie XVIII wieku, natomiast w końcu XIX wieku została wyremontowana lub podwyższona. Potwierdzeniem tej daty były informacje na dzwonku przy zakrystii (rok 177?), a ponadto ołtarz w kaplicy jest w stylu z II połowy XVIII wieku. Ściany budynku wykonane są z kamienia łamanego, natomiast stropy i wiązanie dachu były drewniane. W trakcie sporządzania opracowania latem 1964 r. obiekt pokryty był dachówką, a jego kondycja nie była najlepsza, czego dowodem było podparcie sufitu stemplami oraz odpadający tynk . Do czasu jego rozbudowy w latach 90. XX wieku powierzchnia użytkowa kaplicy wynosiła 123,8 m2, a kubatura 868,3 m3. 
Potwierdzeniem istnienia wcześniejszego obiektu sakralnego na terenie Rębielic Królewskich są poniższe fragmenty map z 1802 i 1859 r., na których zaznaczono taki budynek.
Mieszkańcy Rębielic Królewskich należeli do parafii pw. św. Marcina w Kłobucku, następnie sprawowana tu była posługa duszpasterska przez kapłanów z Wilkowiecka. W 1908 r. parafia w Wilkowiecku, w związku dołączeniem połowy Rębielic Królewskich powiększyła się o 800 dusz, co stanowiło około 40% ówczesnego stanu posiadania parafii, którą charakteryzowano jako małą i biedną. Warto nadmienić, że to właśnie parafia Wilkowiecko powstała jako pierwsza z terenu wielkiej parafii kłobuckiej przed 1354 r.
Natomiast północna część Rębielic Królewskich w 1908 r. formalnie stała się częścią parafii w Dankowie. W końcu lat 20. XX wieku 476 mieszkańców Rębielic Królewskich, 104 mieszkańców Kamieńszczyzny, 84 mieszkańców Tronin i 56 mieszkańców Łyżniaków przynależało do parafii dankowskiej. Taki stan rzeczy funkcjonował do czasu powstania parafii w Rębielicach Królewskich 12 marca 1991 r., kiedy to biskup częstochowski Stanisław Nowak erygował parafię z terytorium dotychczasowych parafii w Wilkowiecku i Dankowie.
Na terenie Rębielic Królewskich znajduje się mogiła epidemiczna, obok której w 1981 r. ulokowano cmentarz parafialny. Jak podano w karcie cmentarza w zbiorach Narodowego Instytutu Dziedzictwa, początki cmentarza sięgają XIX wieku, w późniejszym czasie wykorzystywany był jako zbiorowa mogiła w okresie I wojny światowej oraz kampanii wrześniowej. Ponadto grzebano tutaj mordowanych i zmarłych Żydów z okolicy. Po 1945 r. cmentarz zamknięto i uruchomiono ponownie w latach 80. 
Omawiając życie religijne mieszkańców Rębielic Królewskich warto wspomnieć o figurze Jana Nepomucena, która jest jedną z nielicznych tego typu w powiecie kłobuckim. Znajduje się ona na moście na rzece Opatówce, nieopodal kościoła parafialnego. 
Fundatorami pomnika było 3 braci Fiszerów, Roman, Władysław i Bolesław, którzy mieszkali w Rębielicach na tzw. Zamłyniu. Ludzie zamożni, posiadali młyn na rzece Rębielance. Pomnik powstał 25 sierpnia 1900 roku. 3-4 lata przed wybuchem II wojny światowej mało miejsce „porwanie” figur św. Jana. Jedna figura, mała, drewniana była w kościele natomiast duży Jan Nepomucen stał przy moście. Według przekazów mieszkańców Rębielic, było to za posługi kapłańskiej ks. Wincentego Spirry, proboszcza Wąsosza. Zabrane z Rębielic figurki miały się w cudowny sposób pojawić w Wasoszu. Mówiono, że w Rębielicach są bardzo niedobrzy ludzie i figurki same powędrowały do Wąsosza. Prawda jednak nie była taka cudowna. Otóż w nocy złodzieje rozebrali pomnik i porwali postać „dużego” Jana Nepomucena, a następnie udali się do kościelnego Świtały, który nie wiadomo dlaczego otworzył kościół i wydał złodziejom figurkę „małego” Jana. Wojciech Kocik, Antek Kocik i Stach Dzierzkowski jako pierwsi zauważyli kradzież. Szybko postawili całą wieś na nogi. 31 furmanek z uzbrojonymi w widły, grabie, tasaki itd. mieszkańcami Rębielic Królewskich ruszyło w pogoń za złodziejami. Rębielacy byli bardzo rozsierdzeni. W Zawadach dołączyła do nich policja. W Wąsoszu znaleziono w stodole dwie figury Jana – z nad rzeki i z kościoła.
Mieszkańcy, którzy nie brali udziału w pościgu, wyszli naprzeciw wracających triumfalnie w procesji chłopów. Nabożnym śpiewem wprowadzili figury do kościoła i modlili się za cudowne odnalezienie.
Od tej pory po Rębielicach i okolicy krążyła piosenka autorstwa Bolesława Młynarskiego:
Od dana, oj dana 
Ksiądz Wąsoski kradnie Jana
Wojtek Kocik wstaje z rana
Patrzy a tu ni ma Jana.
Antek Kocik, Stach Dzierzkowski
Widzieli jak kładł w półkoszki
I schował go do półkosza
I zawiózł go do Wąsosza
A to była postać człeka, 
więc ją schował do sąsieka.
Od dana, oj dana 
Ksiądz Wąsoski kradnie Jana 
Na terenie miejscowości znajduje się kilka kapliczek i krzyży przydrożnych w większości ufundowanych przez mieszkańców, jak np. krzyż znajdujący się na polach na przedłużeniu ul. Szkolnej, który ufundowali Adam i Marianna Grzelińscy w 1932 r. 

Wiek XIX w historii Rębielic Królewskich to okres przełomowy również pod względem dostępu mieszkańców do edukacji. Już w okresie istnienia Księstwa Warszawskiego utworzona została szkoła elementarna, najprawdopodobniej w 1809 r. Dokładnej daty nie można określić, a wiadomo, że we wspomnianym już istniała. W pierwszych latach XIX wieku w okręgu częstochowskim istniały cztery ekonomie rządowe: w Częstochowie, Poczesnej, Iwanowicach i Krzepicach. Dobrami Ekonomii Iwanowickiej w 1811 r. zarządzał Jan Wolski. Dobra te należały do generała wojsk francuskich – Montana. Na terenie ekonomii rządowej w Iwanowicach znajdowały się szkoły w Czarnym Lesie, Iwanowicach, Kłobucku, Złochowicach i Rębielicach. Natomiast na terenie parafii kłobuckiej istniała sieć szkół elementarnych licząca 11 placówek oświatowych.
W kolejnych dekadach szkoła w Rębielicach w dalszym ciągu istniała. Poważnym problemem dla szkolnictwa elementarnego w latach 50. XIX wieku była kwestia częstego zezwalania przez władze na odchodzenie od towarzystw szkolnych w razie nieporozumień.
W 1860 r. mieszkańcy Rębielic Królewskich nie posiadali już szkoły elementarnej. Ponownie pewne informacje o wznowieniu w tej miejscowości nauczania mamy w roku szkolnym 1869/1870. Wówczas do szkoły uczęszczało 68 uczniów. Szkoła elementarna funkcjonowała dalej, jak wynika ze spisu z roku 1875, kiedy mieszkańcy mieli na swój użytek szkołę początkową ogólną. Wedle innych danych szkołę elementarną otwarto ponownie w 1885 r., a w 1902 r. powstał budynek szkoły.

### Żydzi w Rębielicach Królewskich
W XIX wieku na terenie Rębielic Królewskich zamieszkiwali Żydzi, którzy nie stanowili nigdy licznej i zwartej społeczności. Z zachowanych zapisków dowiadujemy się, że głównym ich zajęciem, podobnie jak w przypadku pozostałych mieszkańców miejscowości, było rolnictwo, ale także działalność handlowa . W 1827 r. w Dzienniku Urzędowym Woiewodztwa Kaliskiego wymieniono dwóch – Eliasza Herszlikowicza i Ankiela Herszlikowicza Rembaka, którzy oficjalnie posiadali zgodę władz wojewódzkich na zamieszkiwanie w wiosce do końca czerwca 1828 r.  Interesujący jest fakt, że nazwisko Herszlikowicz i Herszlikowicz-Rembak pojawia się w aktach zgonów kłobuckiej parafii w przyporządkowaniu do Rębielic tylko na przestrzeni 11 lat, tj. od 1812 do 1823 roku . Warto dodać, że kilka dekad później rodzina Rębak prowadziła w Rębielicach Królewskich handel produktami spożywczymi, co najmniej od 1888 r. Według informacji zawartych w Kronice Szkoły w 1875 r. trzy rodziny żydowskie, przeprowadziły się z Krzepic do Rębielic Królewskich. W 1921 r. Chanę Rębak wpisano do rejestru Sądu Okręgowego w Częstochowie . W opracowaniach genealogicznych wśród urodzonych lub mieszkających w Rębielicach Królewskich osób z rodziny Rembak (Remback) są m.in.: Jankiel (Jakob/Jakub) Rembak , jego żona Chana (Hela) Rembak (Michalowicz) , oraz ich dzieci – Golda Estera Granek (Rembak) , Chaim Haskiel Rembak , Rywka Ryng (Rembak) , Szlama „Sam Wolf” Rembak , Fajgla Sokol (Rembak) , Hinda Zylbermann (Rembak) , Karola Rutkowska (Rembak) . Ponadto z innej rodziny: rodzeństwo – Mendel Fiszel Rembak , Chana Moskowicz (Rembak)  czy Majer „Myer” Remback . Szczególnie o ostatnim z wymienionych można odnaleźć więcej informacji. Urodził się on 25 lutego 1886 r. Aktywnie działał w społeczności żydowskiej w Częstochowie, a od 1921 r. w USA, dokąd przybył z Londynu. W Stanach Zjednoczonych działał społecznie w ruchu robotniczym. Pisał do prasy w języku jidysz o różnych sprawach gminnych i robotniczych. Był aktywnym członkiem częstochowskiego oddziału 261 Arbetier Ring w Nowym Jorku , United Częstochower Relief w Nowym Jorku i innych organizacji . Zmarł 13 grudnia 1943 r.

### Rębielice Królewskie w XX w.
Mieszkańcy miejscowości w pierwszych latach XX wieku podjęli kilka ważnych inicjatyw. W kwietniu 1907 r. w Rębielicach Królewskich powstało kółko rolnicze, którego prezesem wybrano Kazimierza Kuśmierka, wiceprezesem Jana Szymochę, skarbnikiem i sekretarzem miejscowego nauczyciela Bronisława Kasperkiewicza, a członkami komisji rewizyjnej: Józefa Łyżniaka, Franciszka Janeczka i Stanisława Grzelińskiego. Informacja taka znalazła się na łamach „Głosu Ludu”. W czerwcu 1913 r. na łamach „Zarania” informowano, że kółko w Rębielicach wraz z kółkami w Kamienicy i Wilkowiecku postanowiły się połączyć w związek okręgowy z siedzibą w Częstochowie. Tego typu związek okręgowy był trzecim na ziemiach polskich po Pułtusku i Puławach. W kronice szkoły podstawowej wspomniano, że wśród mieszkańców Rębielic Królewskich było wielu sympatyków kłobuckiego działacza społecznego i lekarza Teofila Władysława Belina Brzozowskiego, który był m.in. inicjatorem powstania kółek rolniczych.
W pierwszych latach XX wieku Rębielice Królewskie mogły otrzymać poważny bodziec do rozwoju gospodarczego. W 1910 r. na łamach „Wiadomości Codziennych” informowano o planowanej wówczas już od kilku lat budowie „kolei wieruszowskiej", która przebiegać miała m.in. przez południowo-zachodnią część Rębielic Królewskich (okolice Góry Rębielskiej). Trasa kolejowa miała być wykorzystywana także do transportu eksploatowanych w miejscowości złóż wapieni. 
Jeszcze w kwietniu 1912 r. na łamach „Głosu Warszawskiego” informowano o postępach w procesie pozyskiwania zgód na budowę linii kolejowej, niemniej zwracano uwagę na podważanie sensu jej powstania przez inicjatorów budowy kolei „Fabryczno-Łódzkiej”, dla której nowa linia miała stanowić konkurencję. Na łamach „Gazety Losowań Papierów Publicznych” z 25 maja 1912 r. informowano, że pomimo zaangażowania znacznych środków (około 300 tys. rubli), a także poparcia ministra skarbu i ministra dróg i komunikacji, ostatecznie dnia 10 maja 1912 r. Rada Ministrów odrzuciła ze względów strategicznych projekt budowy proponowanej linii kolejowej. Ostateczny brak realizacji inwestycji miał istotny wpływ także na gospodarkę Rębielic Królewskich.
Tuż po wybuchu I wojny światowej Częstochowa i okoliczne miejscowości z racji swojego przygranicznego położenia doświadczyły zmagań militarnych. W sierpniu 1914 r. po 107 latach Rębielice Królewskie i wiele sąsiednich miejscowości znalazły się ponownie pod panowaniem niemieckim. W okresie pierwszej wojny światowej Niemcy rozporządzeniem z 24 sierpnia 1915 r. udzielili zezwolenia na utrzymywanie istniejących w tym czasie szkół. W okresie I wojny światowej na terenie Rębielic Królewskich znajdowały się dwie szkoły
Od sierpnia 1916 r. dobra Rębielice, podobnie jak Mokra, Dankowice i Opatów, których właścicielem był gen. Mikołaj Heyden, znalazły się w zarządzie przymusowym nadporucznika von Leffert. Warto w tym miejscu nadmienić, że majorat Opatów, w którego skład wchodził las w Rębielicach, w 1875 r. został nadany hr. Teodorowi Heydenowi, a po jego śmierci należał do jego syna Mikołaja.
Omawiając historię Rębielic Królewskich w XX wieku, należy zwrócić szczególną uwagę na powołaną do życia w trakcie I wojny światowej Ochotniczą Straż Pożarną, której funkcjonowanie miało wpływ na bardzo wiele płaszczyzn życia społeczno-kulturalnego miejscowości. Historia OSP w Rębielicach Królewskich na tle innych zagadnień z historii miejscowości doczekała się skrupulatnego i fachowego opracowania (kronikę opracowała w 2006 r. druhna Ewa Balas), które dostępne jest m.in. w wideoprezentacji z okazji 100-lecia umieszczonej w serwisie YouTube. 
Ochotnicza Straż Pożarna w Rębielicach Królewskich powstała 19 grudnia 1916 r. W dniu 24 kwietnia 1917 r. Ochotnicza Straż Pożarna otrzymała plac pod budowę Domu Ludowego. 2 września 1917 r. Ochotnicza Straż Pożarna na zebraniu wiejskim postanowiła, aby budynek nosił imię bohatera Tadeusza Kościuszki.Około roku 1920 w Rębielicach Królewskich założona została Orkiestra Strażacka, która przygrywała mieszkańcom podczas uroczystości, zabaw i wesel oraz towarzyszyła podczas pogrzebów druhów strażaków. Orkiestra istniała do 1939 roku.
W okresie międzywojennym miało miejsce kilka dużych pożarów w Rębielicach Królewskich. Ówczesna prasa codzienna informowała, że w lecie 1921 r. spłonęło 10 zagród włościańskich. Łączne straty wyniosły 5 milionów marek. W maju 1931 r. w Rębielicach Królewskich miał miejsce znacznych rozmiarów pożar, który strawił 9 domów, 11 obór, 9 stodół, kilka krów, świń i koni. Łączne straty szacowano wówczas na 86 tys. zł. Z kolei w styczniu 1934 r. dzięki sprawnej interwencji OSP udało się szybko zdusić pożar, który wybuchł w zabudowaniach Władysława Gały. W 1934 r. doszło do kilku kolejnych pożarów w Rębielicach Królewskich: w lutym – gospodarstwo Józefa Szczepanowskiego, w marcu – dom Bolesława Przygody, w maju – nieruchomości Piotra Łyżniaka i Stanisława Drosika oraz dach domu Teofila Nowakowskiego. Szczególnie pożar z marca 1934 r. był niebezpieczny z uwagi na poważne obrażenia (poparzenia) Mendla Birnbauma, który wynajmował dom Bolesława Przygody.         
W miejscowości, według przekazów ustnych, w okresie międzywojennym funkcjonował pięć sklepów. Właściciel jednego ze sklepów p. Michałek zaopatrywał swoją placówkę regularnie jeżdżąc na rowerze po towar do Łodzi. W 1917 r. w Opatowie powstało Stowarzyszenie Spożywców „Społem”. Wśród jego 34 członków-założycieli było kilku mieszkańców Rębielic Królewskich: Stanisław Dzierzkowski, Tomasz Górny, Jakub Kotek, Adam Młynarski i Antoni Sówka. Opatowskie „Społem” posiadało 7 sklepów: w Rębielicach Królewskich, Opatowie, Wilkowiecku, Złochowicach, Iwanowicach i Dankowie. Warto nadmienić że spółdzielnia w początkowym okresie funkcjonowała w szczególnie trudnych warunkach gospodarczych i politycznych. Tuż po zakończeniu I wojny światowej, 29 stycznia 1919 r. powstała w Rębielicach Królewskich filia „Społem". Działalność handlową artykułami spożywczymi na terenie Rębielic Królewskich prowadziła również Chana Rębak. Dodatkowym źródłem przychodów mieszkańców był bezpośredni handel płodami rolnymi, m.in. ogórkami, które sprzedawano w okolicznych miastach 
W okresie międzywojennym w Rębielicach Królewskich znajdowała się szkoła nieposiadająca formalnie własnego budynku. W tym okresie pojawiały się postulaty budowy nowego budynku szkolnego. Miejscowi działacze, m.in. Tomasz Górny, rozważali ulokowanie go na Górniku, jednak zdecydowano, że korzystniejszym byłoby bardziej centralne umiejscowienie placówki. Biblioteczne zbiory szkoły składały się w większości z książek zakupionych z pracy młodzieży przy zbiorach w okresie letnim, jak również za pieniądze uzyskane ze sprzedaży zebranych jagód i grzybów. Świadczy to o chęci samokształcenia ludności lokalnej. Aktywnie na forum społeczno-politycznym lokalnej społeczności działał pracujący w Rębielicach Królewskich nauczyciel Józef Hobler. W 1931 r. z okazji obchodów 13. rocznicy odzyskania niepodległości zorganizowanych w Popowie wspomniany Józef Hobler przemawiał nt. wojny polsko-bolszewickiej, ponadto na uroczystości tej aktywny udział wzięli druhowie OSP w Rębielicach Królewskich oraz uczniowie miejscowej szkoły podstawowej, którzy wystawili sztukę pt. „Orlęta”. 
W kwietniu 1932 r. w szkole podstawowej w Rębielicach Królewskich powstało koło Polskiego Czerwonego Krzyża, jego opiekunem został p. Bielecki, a przewodniczącą Maria Wolna. W 1933 r. szeregi miejscowego koła PCK liczyły 38 członków. Wedle innej wersji organizatorką koła PCK, a także Koła Teatralnego, była Antonina Hoblerowa (żona Józefa), która miała niezwykłe życie.
Od 28 października 1931 r. istniało w Rębielicach Królewskich przedsiębiorstwo autobusowe Franciszek Szymocha i S-ka, które obsługiwało linię Parzymiechy – Częstochowa. Właścicielami spółki byli mieszkańcy Rębielic Królewskich (miejscowi rzemieślnicy) – Franciszek Szymocha i Franciszek Kałuża. Obaj wyżej wymienieni już wcześniej (1929 r.) obsługiwali linię autobusową na krótszej trasie Rębielice Królewskie – Częstochowa. Z umowy pomiędzy wspólnikami wynikało, że ówczesny kapitał zakładowy spółki wynosił 500 zł. W materiałach archiwalnych poświęconych przedsiębiorstwu, niestety, brak jest informacji na temat posiadanego pojazdu, którym wykonywane były usługi przewozowe. Formalnie przedsiębiorstwo decyzją Sądu Okręgowego w Częstochowie zostało wykreślone z rejestru handlowego 10 grudnia 1937 r.
Innym ważnym wydarzeniem, mającym miejsce w latach 30. XX wieku w Rębielicach Królewskich, było powstanie Koła Gospodyń Wiejskich w 1934 r. Za kroniką KGW warto przytoczyć, że organizowało ono „kursy kroju i szycia, gotowania, wycieczki (m.in. do Lwowa). Członkinie [KGW] brały udział w konkursach wypieku chleba, robienia serów itp. Za pyszne sery panie zdobyły w Wilkowiecku I miejsce. […] Kultywowały zwyczaje i obyczaje naszego regionu, dbały o strój ludowy. Szyły także pierwsze mundury dla OSP w Rębielicach Królewskich. Przedstawiciele KGW brali udział m.in. w Powiatowym Kursie dla Zarządów KGW w Częstochowie w dniach 20-21 lutego 1934 roku” KGW w Rębielicach Królewskich działało do początku II wojny światowej. 
Okres II wojny światowej rozpoczął się już 1 września 1939 r. gdy doszło do jednej z największych bitew kampanii wrześniowej pod Mokrą, do której to przygotowania i przemarsze odbywały się w Rębielicach Królewskich. 
Omawiając wydarzenia dotyczące II wojny światowej, należy wspomnieć, że wiele cennych informacji o osobach represjonowanych oraz ofiarach II wojny światowej pochodzących z Rębielic Królewskich, można pozyskać z portalu Instytutu Pamięci Narodowej – www.straty.pl. Strona internetowa zawiera listę „Strat osobowych i ofiar represji pod okupacją niemiecką w latach 1939-1945”. Wśród osób pochodzących z Rębielic Królewskich lub mieszkających na ich terenie przed/w trakcie II wojny światowej byli także jeńcy wojenni, którzy walcząc w obronie ojczyzny, trafili do obozów jenieckich, byli to m.in. Jan Dembowski , Władysław Dębowski, Piotr Korzonek, Jan Kubicki, Walenty Łyżniak (Łysniak), Wacław Łyżniak, Franciszek Kotek, Adam Lizurej, Stanisław Morga, Bolesław Strzelczyk, Stanisław Świtała i Adam Szymocha. Ponadto już na samym początku zmagań wojennych zginęli m.in.: Józef Grzeliński, Jan Pogodziński i Arkadiusz Przygoda. Ponadto, zaginął w trakcie wojny, a po jej zakończeniu został uznany za zmarłego, Piotr Dzierzkowski. Do niemieckich nazistowskich obozów koncentracyjnych trafili m.in.: Franciszek Cendal, Stefan Gancarek, Jan Grzeliński, Bolesław Kocik, Zofia Kocik, Piotr Kowalik, Piotr Sabat, Zygmunt Stalka i Alojzy Wieczorek.
Jedną z ofiar niemieckich władz nazistowskich – pochodzący z Rębielic Królewskich – był urodzony w 1902 r. Jan Combik. W 1923 r. ukończył Męskie Seminarium Nauczycielskie w Częstochowie. W późniejszym okresie pełnił m.in. funkcję kierownika szkoły w Złochowicach, gdzie w 1928 r. był jednym z członków tamtejszego komitetu budowy szkoły. Pracował także jako kierownik szkoły w Olsztynie k. Częstochowy. Na przełomie 1939/1940 zorganizował i dowodził komórką Związku Walki Zbrojnej na terenie Olsztyna k. Częstochowy. W 1941 r. Jan Combik został aresztowany przez Gestapo (nie wydał swoich towarzyszy broni), a następnie wywieziony do KL Auschwitz, gdzie został zamordowany. 
Omawiając wydarzenia dotyczące II wojny światowej, należy wspomnieć, że wśród ofiar zbrodni katyńskiej był m.in. urodzony w 1888 r. w Rębielicach Królewskich Edmund Nawara. Od kwietnia 1940 r. przetrzymywany był w obozie w Ostaszkowie, zamordowany w Kalininie (Twerze). Wyżej wymieniony pracował w I Komisariacie Policji Państwowej w Częstochowie w stopniu starszego posterunkowego. Służbę w policji rozpoczął w 1919 r. 
Ważną postacią pochodzącą z Rębielic Królewskich był Jan Kardas. Aktywnie działał w okresie II wojny światowej, a także doświadczył szeregu represji, tak ze strony okupanta niemieckiego, jak również w okresie późniejszym ze strony władz komunistycznych.
W trakcie II wojny światowej wójtem gminy Popów i Miedźno był Wiktor Kuhn, który w 1947 r. został oskarżony o współpracę z policją niemiecką (podjął się już we wrześniu 1939 r.). Kuhn w 1940 r. oskarżył oficera rezerwy WP Stanisława Marszyckiego (właściciela majątku w Popowie) o działalność antyniemiecką, za którą ten trafił do Dachau, skąd uwolniony został dopiero przez wojska alianckie. Ponadto w 1944 r. wyśledził w Brzósce i Rębielicach (Kamieńszczyźnie) kryjówkę Żydów i wraz z komisarzem gminy Teofilem Majbachem (Mejbachem)  brał udział w rozstrzelaniu wskazanych 4 Żydów i jednej Żydówki. 
Wiktor Kuhn zadenuncjował także brata Stanisława Marszyckiego – Zygmunta, który uniknął aresztowania, wyłącznie z uwagi na swoją nieobecność w miejscu zamieszkania. Jako wójt gminy Kuhn, jak już wcześniej zacytowano, wyznaczył nagrodę w wysokości 10 000 marek za schwytanie Jana Kardasa, pochodzącego z Rębielic Królewskich, członka organizacji podziemnej. Jako zakładniczkę została aresztowana matka Jana Kardasa. 
Za wszystkie powyższe czyny, a także szereg innych jak np. zwalczanie miejscowych partyzantów, kierowanie mieszkańców na roboty, a także do obozów w 1947 r. Wiktor Kuhn został skazany na 12 lat więzienia.
Wracając do innych wydarzeń z okresu II wojny światowej, w tym czasie w Rębielicach Królewskich prowadzone były konspiracyjne zajęcia lekcyjne. Do czołowych postaci, które zajmowały się tego typu działalnością należeli: Aleksandra Chmielewska, Henryk Chmielewski, Stanisław Krysiak i Stanisław Krzyżak (późniejszy kierownik miejscowej szkoły).
Częstochowa została zajęta przez wojska radzieckie w dniach 16-17 stycznia 1945 r., w kolejnych dniach zajęto sąsiednie miejscowości. Na rosyjskojęzycznych portalach znajdują się informacje, że w styczniu 1945 r. w trakcie operacji wiślańsko-odrzańskiej na terenie Rębielic Królewskich pochowano co najmniej dwóch poległych żołnierzy radzieckich: Władimira Antonowa (25 stycznia 1945 r.) i Aleksandra Surkowa (27 stycznia 1945 r.). Ich groby na początku lat 50. XX w. przeniesiono do Częstochowy
Po zakończeniu II wojny światowej życie mieszkańców zaczęło powoli wracać do normalności. Na łamach ówczesnej prasy pojawiały się liczne informacje o podejmowanych inicjatywach i zaangażowaniu społecznym i politycznym. 
Istotną kwestią dla mieszkańców Rębielic Królewskich w pierwszych latach po zakończeniu II wojny światowej była edukacja. Miejscowa szkoła podstawowa borykała się z poważnymi problemami lokalowymi. Istniejący budynek placówki pochodził jeszcze z czasów zaboru rosyjskiego. Obiekt pierwotnie składał się z jednej izby lekcyjnej oraz mieszkania kierownika szkoły. W 1923 r. izbę lekcyjną podzielono na dwie mniejsze, niestety, tylko jedna część nadawała się do prowadzenia zajęć, druga z uwagi na fakt, że posiadała tylko dwa małe okna od północy, była bezużyteczna w pochmurne dni. W okresie międzywojennym lokalna społeczność gromadziła materiały budowlane niezbędne do budowy nowego budynku szkoły, ostatecznie wybuch wojny sprawił, że plany te musiano odłożyć. W okresie wojny zgromadzone materiały zostały zabrane. Na potrzeby prowadzenia zajęć lekcyjnych z konieczności wynajęto w wiosce trzy izby lekcyjne (u p. Górnego p. Ślusarczyka), ponadto korzystano z pomieszczeń w remizie oraz w starym obiekcie szkoły, wszystkie one jednak nie nadawały się do tego celu. Zła sytuacja lokalowa wpływała negatywnie na możliwość pozyskania dodatkowych nauczycieli, a także na zdrowie uczniów. 4 listopada 1945 r. na spotkaniu mieszkańców wsi omówiono palący problem budowy nowego budynku dla szkoły podstawowej. W pierwszym powojennym roku szkolnym liczba dzieci i młodzieży która uczyła się w Rębielicach Królewskich wynosiła około 350. 27 października 1946 r. na prezesa Komitetu Budowy Szkoły wybrano Franciszka Maklesa. Budynek szkoły postanowiono wznieść na gruntach dawnej osady pokarczemnej. 
W czerwcu 1949 r. na łamach prasy informowano, że Kuratorium Okręgu Szkolnego Kieleckiego przeznaczyło 2,5 miliona złotych na wykończenie szkoły, środki pochodziły z kredytu przydzielonego przez Ministerstwo Oświaty. Ostatecznie wykończono go w trakcie roku szkolnego 1949/1950, niemniej zajęcia dydaktyczne odbywały się w nowym budynku od września 1949 r. 
W okresie powojennym inną ważną organizacją dla społeczności lokalnej było miejscowe Koło Gospodyń Wiejskich, które w 1949 r. ponownie przywrócono do funkcjonowania. 26 kwietnia 1949 r. w budynku miejscowej szkoły podstawowej odbyło się zebranie w celu reaktywacji KGW. W zebraniu uczestniczyło 26 osób. 22 maja 1949 r. wybrano zarząd. Prezeską została Cecylia Krzyżak, zastępcą – Maria Sabat, potem Zenobia Wojtyra, sekretarzem – Stanisława Kopera, skarbnikiem – Honorata Lizurej, potem Henryka Ślusarczyk. Do koła w początkowym okresie jego istnienia należało około 30 osób. W 1974 r. przy kole powstał, istniejący do dzisiaj, Zespół Śpiewaczy „Rębielanki”. Repertuar grupy to stare przyśpiewki i piosenki. Założycielką i prowadzącą była Janina Wojtyra. Zespół liczył 22 członkinie. Pierwsze występy (w Filharmonii Częstochowskiej i na Kulach) przyniosły znaczące sukcesy – I miejsca i nagrody pieniężne. Pozyskane środki przeznaczono na zakup strojów dla zespołu. Haft bluzek i kamizelek wykonały same członkinie koła. Ponadto układały teksty wykonywanych utworów.
W połowie lat 50. XX w. rozpoczęto proces elektryfikacji wsi.
W 1954 r. powstała gromada Rębielice Królewskie, która według danych statystycznych z 1957 r., miała powierzchnię 2994 ha, 1539 mieszkańców (w tym 753 mężczyzn i 786 kobiet). Niemal 89% (1363 osoby) mieszkańców stanowili rolnicy pracujący w gospodarstwach indywidualnych. W 1955 r. gromadę zamieszkiwało 1508 mieszkańców (Rębielice Królewskie – 1100, Kamieńszczyzna – 250, Łyżniaki – 100, Troniny – 58). W 1960 r. w związku ze zmniejszeniem gromady (odejściem części do gromady Lipie) liczba mieszkańców gromady Rębielice Królewskie spadła do 1455 osób.
W styczniu 1956 r. podjęto uchwałę w sprawie uruchomienia w Rębielicach Królewskich ośrodka zdrowia, ostatecznie uruchomiono go w połowie sierpnia 1957 r. 22 sierpnia 1957 r. postanowiono poszerzyć ofertę miejscowego ośrodka zdrowia o punkt dentystyczny. Główną motywacją był wysoki wskaźnik próchnicy zębów w niemal każdej kategorii wiekowej, sytuację określano jako katastrofalną. W grudniu 1957 r. uruchomiono punkt apteczny. 
W 1955 r. na mocy uchwały GRN z 25 kwietnia 1955 r. rozpoczęto również na większą skalę (w pierwszym roku planowano 30 ha) działania mające na celu zalesienie obszaru tzw. Ćwikliny. W drugiej połowie lat 50. XX w. prowadzono również prace związane z melioracją łąk, a także uregulowaniem rzeki.
W marcu 1957 r. powstało kółko rolnicze w Rębielicach Królewskich. Rolnicy z Rębielic Królewskich byli także wśród liderów w uprawach truskawek. W lipcu 1955 r. w Rębielicach Królewskich obchodzono „święto truskawkobrania” na wzór „winobrania”. Impreza zorganizowana była dla plantatorów z powiatów częstochowskiego i kłobuckiego, warto dodać, że lokalni producenci truskawek należeli do czołówki ogólnopolskiej, a o skali produkcji świadczy także fakt, że część ówczesnych zbiorów po przetworzeniu w zakładach w Obornikach Wielkopolskich, Częstochowie i Skoczowie trafiała na eksport. W 1965 r. na łamach „Trybuny Robotniczej” doceniano wkład miejscowych rolników w rozwój plantacji.
Z punktu widzenia gospodarczego niewątpliwie duże znaczenie miała uruchomiana na skalę przemysłową w latach 50. XX w. eksploatacja kamieni wapiennych. Uprzednio zasoby te wykorzystywano głównie przez ludność miejscową w budownictwie, stanowiące charakterystyczny rodzaj zabudowy. 
Od 1953 r. podmiotem eksploatującym kamień była Spółdzielnia Pracy „Społem” z Lipia z którą miejscowe władze miały poważne problemy. Gminna Spółdzielnia „Samopomoc Chłopska” w Popowie z siedzibą w Zawadach przy wsparciu GRN w Rębielicach Królewskich wiosną 1958 r. miała rozpocząć prace przy budowie pieca wapiennego.W końcu lat 50. XX w. przy eksploatacji kamienia wapiennego zatrudnionych było około 50 mieszkańców miejscowości, którzy mogli pracować na miejscu bez konieczności szukania zatrudnienia w przemyśle górnośląskim. W 1958 r. funkcjonowały cztery piece wapienne, a ponadto planowano uruchomić piąty, który miał pracować z wydajnością 25 ton na dobę. W 1968 r. na łamach „Trybuny Robotniczej” I sekretarz KP PZPR w Częstochowie Zdzisław Soluch postulował, żeby w Rębielicach Królewskich powstał nowoczesny zakład odpowiedzialny za pozyskiwanie surowców wapiennych na użytek hutnictwa
Przełomem w kwestii złóż wapieni był koniec lat 70. XX w. W latach 1979-1980 na wniosek Dyrekcji Okręgowej Dróg Publicznych w Katowicach przeprowadzano procedury wywłaszczeniowe wobec właścicieli działek, które miały zostać zagospodarowane pod kamieniołom Rejonu Eksploatacji Kamienia[1]. Eksploatację wapienia zakończono z powodu nieopłacalności na początku lat dziewięćdziesiątych. Aktualnie od 2019 r. wznowiono wydobycie kamienia wapiennego, przez lokalnych przedsiębiorców.
W styczniu 1960 r. Kuria Diecezjalna w Częstochowie zwróciła się z prośbą do Prezydium Wojewódzkiej Rady Narodowej (dalej PWRN) w Katowicach o wyrażenie zgody na erygowanie parafii w Rębielicach Królewskich. W lutym 1960 r. PWRN w Katowicach przekazało, że nie przychyla się do ww. prośby, z uwagi na ewentualne zbyt duże obciążenia dla miejscowej ludności, która i tak zdaniem PWRN nie wywiązywała się należycie ze zobowiązań wobec państwa. Uzasadnienie władz było wątpliwe, zwłaszcza w kontekście przytaczanych wielokrotnie pozytywnych opinii na temat miejscowych rolników.W 1964 r. władze powiatowe i wojewódzkie znacznie bardziej przychylnie ustosunkowały się do prośby dotyczącej zgody na remont kaplicy z zastrzeżeniem, by w trakcie prac remontowych obiekt nie został rozbudowany. Uprzednio w 1961 r., wniosek mieszkańców o wyrażenie zgody na remont nakazano uzupełnić o niezbędne ekspertyzy budowlane.
W 1970 r. przystąpiono do rozbiórki starego budynku i przystąpiono do prac przy budowie nowej remizy strażackiej. Budynek oddano do użytku 28 listopada 1979 r. W dniu 28 sierpnia 1983 r. odbyła się uroczystość 70-lecia Ochotniczej Straży Pożarnej w Rębielicach Królewskich. Z okazji jubileuszu jednostki, mieszkańcy postanowili ufundować sztandar. Podczas uroczystości 70-lecia OSP przekazany do użytku został samochód bojowy średni Star 266, który otrzymali od Rejonowej Komendy Straży Pożarniczej w Kłobucku.
Ważnym wydarzeniem było również powstanie cmentarza na początku lat 80., w późniejszym czasie stał się cmentarzem parafialnym. W sprawie powstania cmentarza miejscowa ludność w grudniu 1980 r. przedłożyła podanie, pod którym podpisała się znaczna część mieszkańców. Liczne poparcie inicjatywy korzystnie wpłynęło na przychylne stanowisko władz w stosunku do inwestycji, niemniej koniecznym było dopełnienie szeregu wymaganych formalności. 30 stycznia 1982 r. naczelnik gminy Popów wydał decyzję nr 8330/1/82 o ustaleniu lokalizacji inwestycji. Pod budowę cmentarza wybrano grunty o niskiej klasie bonitacyjnej o ogólnej powierzchni 1,12 ha. Zgodnie ze wspomnianą decyzją, inwestycja miała być realizowana systemem gospodarczym w czynie społecznym przez Społeczny Komitet Budowy w latach 1982-1983[3]. Kolejną decyzję istotną dla powstania cmentarza wydało Wojewódzkie Biuro Planowania Przestrzennego w Częstochowie, które 18 marca 1982 r. zezwoliło na budowę zgodnie z opracowanym projektem
W lutym 1983 r. podjęto temat rozbudowy obiektu miejscowej szkoły podstawowej (dobudowanie przedszkola). 
W 1989 r. Rębielice Królewskie borykały się ponadto z problemem braku stałego przydziału lekarza do miejscowego ośrodka zdrowia, pomimo że warunki lokalowe i mieszkaniowe były bardzo dobre. W tej sprawie 9 listopada 1989 r. naczelnik gminy Popów zwrócił się dyrektora Zespołu Opieki Zdrowotnej w Kłobucku. Sprawę udało załatwić się pozytywnie. Warto podkreślić że w listopadzie 1994 r. pracę w Rębielicach Królewskich rozpoczął lek. Marek Sawicki, który jest znanym i cenionym w okolicy specjalistą, a także działaczem społeczno-politycznym (m.in. radnym powiatu kłobuckiego).
12 marca 1991 r. biskup Stanisław Nowak erygował parafię obejmującą obie części Rębielic Królewskich: wilkowiecką i dankowską. Pierwszym proboszczem został ks. Jarosław Binek. Przystąpił on razem ze swoimi parafianami do gruntownego remontu kaplicy – która stała się kościołem parafialnym. 8 listopada 1992 r. arcybiskup Stanisław Nowak poświęcił uroczyście cmentarz grzebalny, który już od jedenastu lat służył miejscowej wspólnocie. Szukając możliwości powiększenia kościoła ks. Mirosław Turoń przystąpił w maju do budowy zakrystii i nawy bocznej dobudowując całość z prawej strony kościoła na miejscu starej zakrystii. Prace zakończono 2 lipca 1994 r. W 1998 r. przystąpiono do generalnego remontu plebanii. 
Od 1991 r. kolejnymi proboszczami parafii św. Rocha Wyznawcy w Rębielicach Królewskich byli: 
- ·                   ks. Jarosław Binek (1991-93)
- ·                   ks. Mirosław Turoń (1993-96)
- ·                   ┼ ks. Józef Wenanty Mazur (1996-97)
- ·                   ks. Czesław Zbigniew Ptaszek (1997-2002)
- ·                   ks. Paweł Hadaś (2002-2010)
- ·                   ks. Robert Marcin Woźniak (2010-2014)
- ·                   ks. Andrzej Sewerynek (2014-2019)
- ·                   ks. Aleksy Kowalski (2019-2023)

W 2023 r. decyzją abpa Wacława Depo, metropolity częstochowskich, administratorem parafii został mianowany dotychczasowy wikariusz parafii w Dankowie ks. Łukasz Korczak, a od 1 lipca 2024 r. jest proboszczem.

### XXI wiek

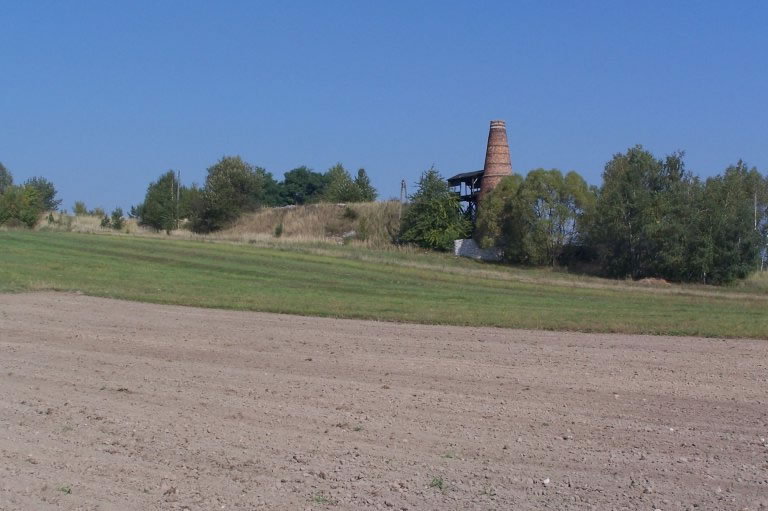
Piec wapienny na Górze Rębielskiej

W XXI wieku Rębielice Królewskie zyskały ogólnopolską rozpoznawalność za sprawą wiatraka Józefa Antosa. Ten urodzony w 1932 r. ślusarz mechanik, przez 25 lat pracował nad konstrukcją największej w Europie elektrowni wiatrowej. W 2003 r. stanęła potężna konstrukcja stalowa. Ogromny wiatrak z okrągłym skrzydłem został zespawany z setek elementów na miejscu i podniesiony przy pomocy niewielkiej windy. Jego całkowita wysokość to 54 m, a średnica koła z 280 łopatkami (o powierzchni 300 m2) wynosi 32 metry. Ciężar całkowity tej konstrukcji to aż 240 ton. Teoretycznie elektrownia ta miała wytwarzać prąd już przy sile wiatru 2m/s. Niestety, nigdy nie wyprodukowała energii elektrycznej. Ten ciekawy obiekt jest jedną z największych atrakcji nie tylko wioski, ale również całego powiatu. Często pojawiają się informację na jego temat w mediach. Obecnie mimo złego stanu technicznego w dalszym ciągu przyciąga rzesze turystów, zainteresowanych niecodzienną konstrukcją. Ciekawostką jest, że w Rębielicach Królewskich znajduje się jeszcze jedna nietypowa turbina wiatrowa.

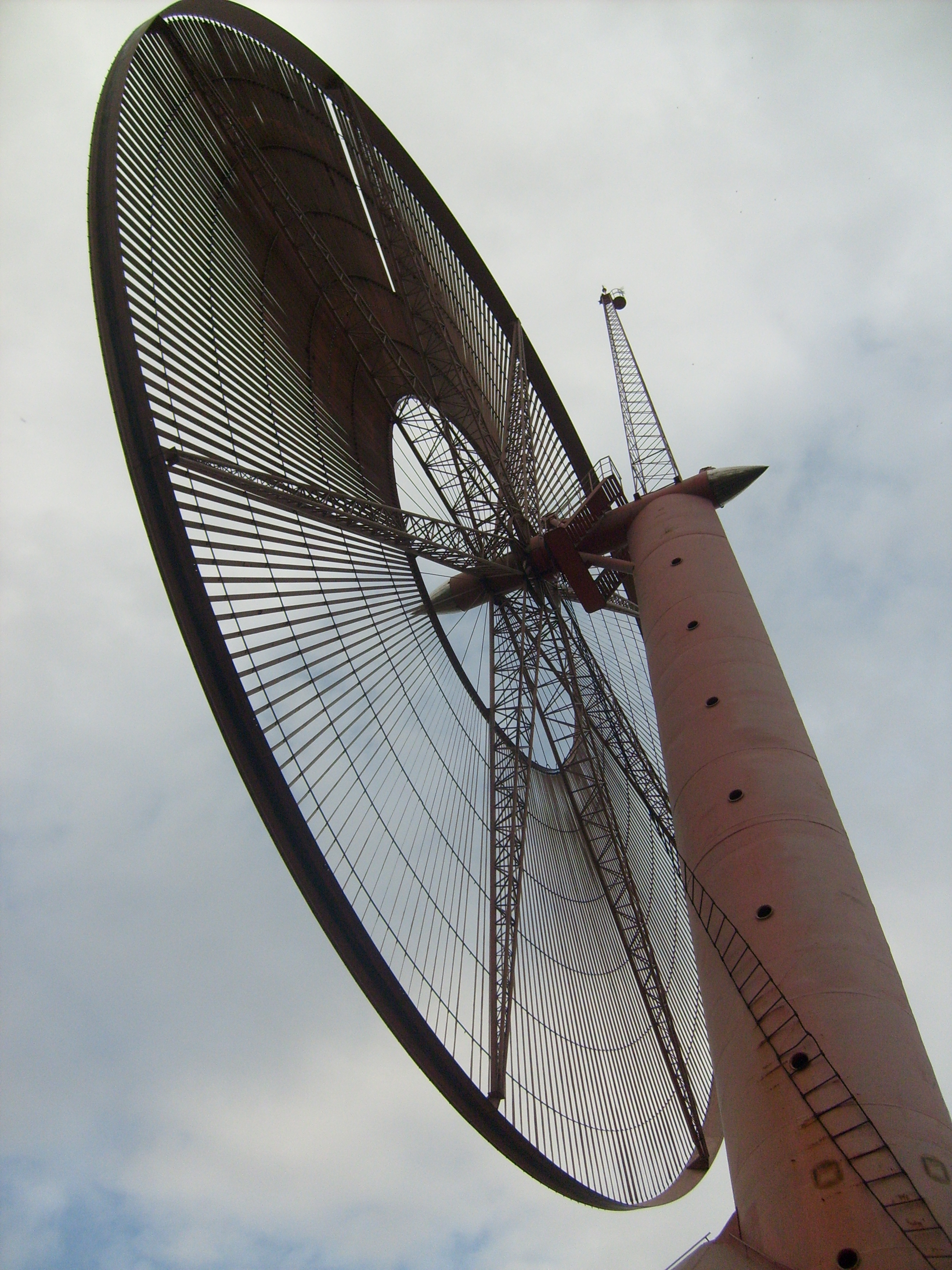
Pędnik elektrycznej turbiny wiatrowej w Rębielicach Królewskich

3 listopada 2017 roku do jednostki OSP w Rębielicach Królewskich trafił średni samochód ratowniczo – gaśniczy zbudowany na podwoziu Scania P360CB 4x4MHZ z zabudową wykonaną przez firmę Wawrzaszek Inżynieria Samochodów Specjalnych Został zakupiony za kwotę 849 930 zł. W podziale bojowym zastąpił użytkowanego od 1983 r. – GBM 2/8 – Star 266/ZBM Osiny, który został sprzedany. 10 czerwca 2018 r. odbyły się uroczystości związane 100. rocznicą powstania OSP w Rębielicach Królewskich.
W 2024 roku przypadło 75-lecie ukończenia budowy szkoły podstawowej w Rębielicach Królewskich. Z tej okazji zorganizowano jubileusz. 
Począwszy od 1949 r. kierowało nią osiem osób, a pracowało w niej blisko 100 nauczycieli. 
Dyrektorzy Szkoły Podstawowej w Rębielicach Królewskich w latach 1949 – 2024:
- Bolesław Michalski (1949-1966)
- Paweł Droś (1966-1987)
- Marek Lembke (1987-1989)
- Ryszard Myrda (1989-XI 1989)
- Edward Franczak (XII 1989-1990)
- Krzysztof Moczek (X 1990-1991)
- Ewa Kardas-Bernaś (1991-2011)
- Anna Szymocha-Drutowska (od 2011)Warto ponadto wspomnieć,że przez kilkanaście lat w wiosce działał zespół folklorystyczny. Dziecięcy Zespół Folklorystyczny Gminy Popów „Popowiaczki”, powstał we wrześniu 2003 r. z inicjatywy Radnej Rębielic Królewskich pani Wandy Balas oraz nauczycielki muzyki pani Anny Szymochy-Drutowskiej. W 2005 r. „Popowiaczki” zdobyły I miejsce w Międzywojewódzkim Przeglądzie Zespołów Teatralnych „Wręczyckie Jasełka”. Ten sukces był inicjatywą do nagrania płyty CD z kolędami i pastorałkami. Płyta „Popowiaczków” cieszyła się ogromnym powodzeniem. Środki pozyskane z dystrybucji płyty pozwoliły zespołowi na 3 dniowy wyjazd i uczestnictwo w „Dniach Kultury Beskidzkiej. Zespół współpracował z Regionalnym Ośrodkiem Kultury w Częstochowie, z Zespołem Pieśni i Tańca „Śląsk”. Wynikiem tej współpracy były warsztaty dla dzieci w siedzibie zespołu w Koszęcinie a także warsztaty taneczne w GZSP nr 3 w Rębielicach Królewskich oraz Warsztaty Folklorystyczne dla opiekunów zespołu „Popowiaczki”. „Popowiaczki” funkcjonowały w Rębielicach do 2017 r., wraz z powstaniem Domu Kultury w Popowie, zespół zakończył swoją działalność w GZSP nr 3 w Rębielicach Królewskich.

Rębielice Królewskie pod względem gospodarczym nie odgrywają wiodącej roli w gminie Popów, zwłaszcza mając na uwadze funkcjonowanie przedsiębiorstw prywatnych. Jednak pod względem produkcji rolnej należą do czołowych. Rębielice Królewskie z racji walorów przyrodniczych, a także elementów przyrody nieożywionej, również mają znaczny potencjał turystyczny, który może przyczynić się do rozbudowy bazy noclegowo-gastronomicznej czy powstania gospodarstw agroturystycznych. Ważnym aspektem, który mógłby korzystnie wpłynąć na rozwój turystyki byłaby budowa sieci ścieżek i szlaków pieszo-rowerowych, poprawa oznakowania lokalnych atrakcji turystycznych, a także promocja. 